# Element arquitectònic

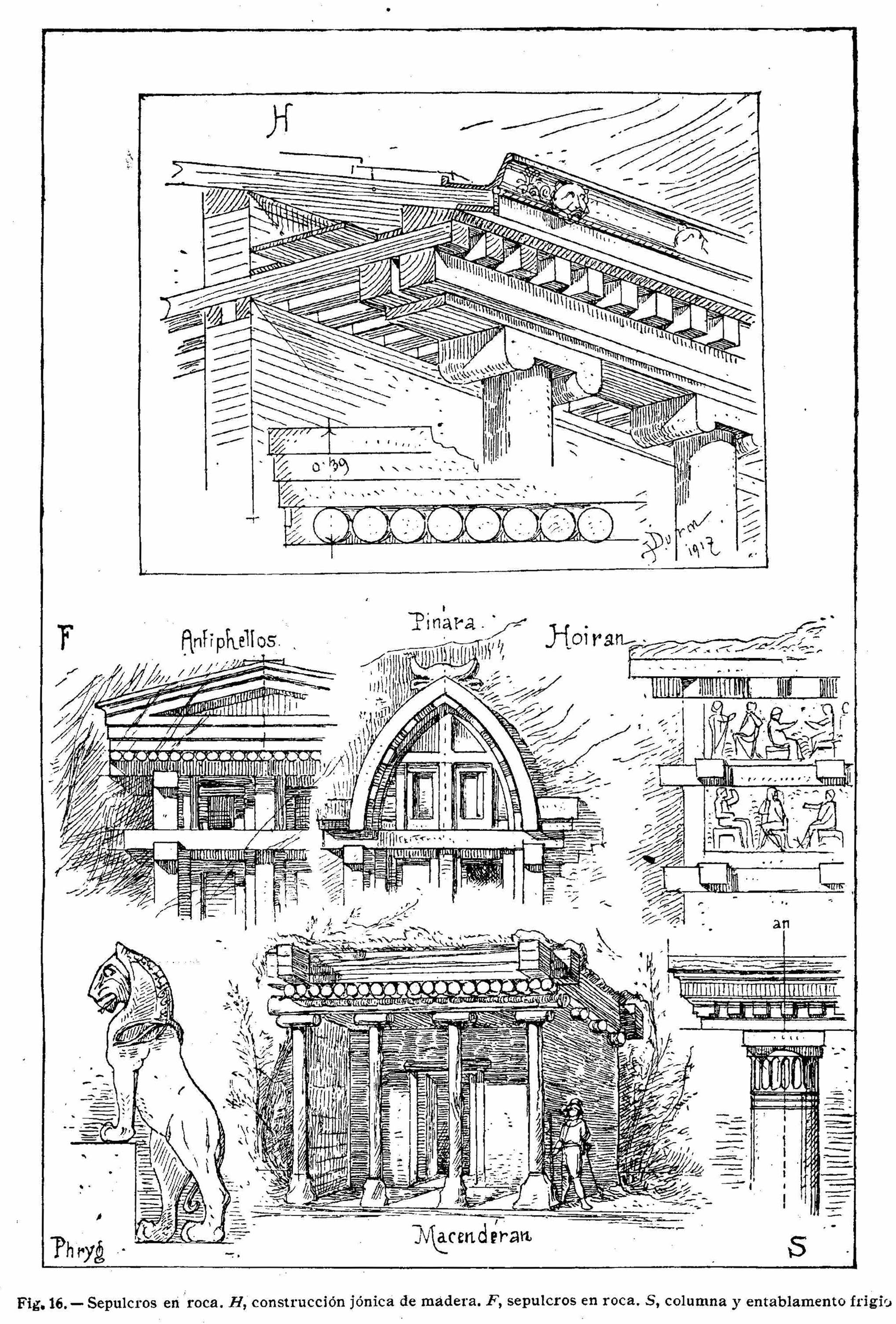
H. - Construcció jònica de fusta. F. - Sepulcres en roca. S. - Columna i entaulament frigio. "Tractat general de Construcció", Karl Esselborn (1929). Dibuixos de Josef Durm i altres (1917).

Un element arquitectònic és cadascuna de les parts estructurals, funcionals o decoratives d'una obra arquitectònica que, generalment, té una funció de sosteniment. L'objecte de l'arquitectura és la creació d'espais arquitectònics mitjançant el cobriment d'un espai. Els elements arquitectònics es poden classificar, bàsicament, segons la seva funció estructural entre els elements sustentadors o de suport, els sustentats o suportats i els decoratius.
Entre els elements arquitectònics més comuns hi ha els de tipus vertical com els murs i arcs o els pilars i columnes, bases i capitells, finestrals, entre d'altres i els de tipus horitzontal com els sòcols, terres i teulades.
En l'arquitectura, cadascun dels estils arquitectònics representa una forma d'expressió en un moment concret de la història. Les formes dels elements arquitectònics d'un estil determinat són sovint diferents d'altres.

## Elements arquitectònics per la seva funció

### Elements sustentadors o de suport
Elements com el pilar i columna i tots els tipus de mur de diversos materials, de maçoneria, de carreu, de maó, de tova, de tàpia o de contrafort. També les parts com la base, el fust i el capitell d'una columna clàssica.

### Elements sustentats o suportats
Elements com la llinda i l'arc, que originen les cobertes planes i les cobertes voltades (volta i cúpula). També totes les formes de biga i teulada, i també cadascuna de les seves parts, les dovelles en l'arc, l'arquitrau, el fris i la cornisa de la llinda clàssica o l'enteixinat d'un sostre.

### Elements arquitectònics decoratius
Elements afegits o esculpits en altres elements que tenen una funció ornamental o decorativa com són l'arquivolta, motllures, bordons, garlandes, medallons, petxines i volutes entre d'altres.

### Altres tipus d'elements arquitectònics

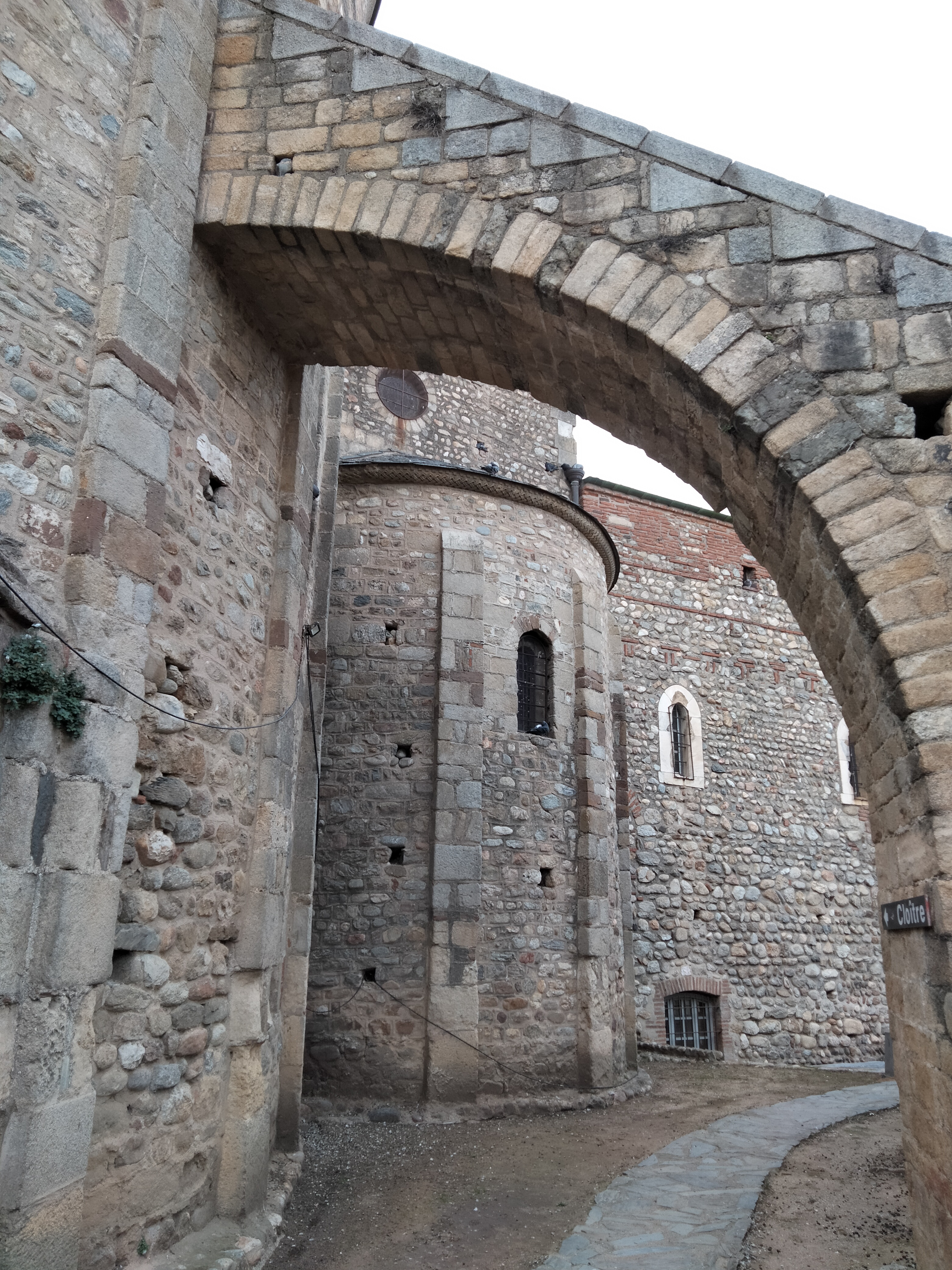
Catedral de Santa Eulàlia (Elna), arcbotant i absis

Alguns elements estructurals són alhora sustentadors i sustentats, com trompes sobre petxines en les cúpules o arcbotants en determinades voltes o els tirants de l'estructura d'una teulada, o també es disposen com a paviments.
També hi ha elements que acompleixen funcions de relació entre diferents espais arquitectònics, amb espais urbans o amb la natura, com una escala, un pòrtic, un balcó, un mirador, una finestra o una porta. Hi ha altres elements amb funcions de compartimentació d'espais, com són els envans, els murs no portants, murs cortina envidrats, gelosies, fulles de portes o finestres.